# マイケル・トーマス (セイフティ)
マイケル・トーマス（Michael Thomas 1989年3月17日- ）はテキサス州ヒューストン出身のアメリカンフットボール選手。ポジションはセイフティ。

## 経歴

### プロ入り前
スタンフォード大学時代にジム・ハーボーヘッドコーチの下でプレーしたことがある彼は、大学時代にコーナーバックからセイフティにコンバートされた。

### サンフランシスコ・49ers

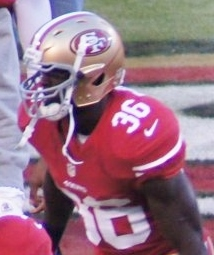
49ers時代のトーマス

2012年にドラフト外フリーエージェントで、ハーボーがヘッドコーチを務めるサンフランシスコ・49ersと契約を結んだ。
最終ロースターカットで53人のロースターに残れなかったが、プラクティス・スクワッド契約を結び、2012年シーズン終了後、49ersとフューチャー契約を結んだ。2013年のトレーニングキャンプでは、ニッケルバック、セイフティとして起用されたが、最終ロースターカットでロースターに残れず、プラクティス・スクワッドとして49ersと契約を結んだ。

### マイアミ・ドルフィンズ
2013年12月10日、マイアミ・ドルフィンズと契約を結んだ。その5日後の12月15日、第15週のニューイングランド・ペイトリオッツ戦で残り2秒にトム・ブレイディのパスをインターセプトして、逆転TDパスを阻止した。この勝利でドルフィンズは対ペイトリオッツ戦の連敗を7で止めた。
2014年は第9週で怪我し、故障者リスト入りする前までの8試合(内先発2試合)に出場した。結果的にシーズン18タックルという成績であった。
2015年はドルフィンズの先発フリーセーフティとして、13試合に出場した。シーズン全体では85タックルを記録した。
2016年9月18日のニューイングランド・ペイトリオッツ戦では、キャリア初のファンブルフォースとサックを記録した。12月4日のボルチモア・レイブンズ戦ではキャリア初のファンブルリカバーを記録した。
シーズン8試合の先発を含む全16試合に出場し、 58タックル、1サック、2ファンブルフォースを記録した。チームも10勝6敗で2008年以来となるプレーオフ進出を果たした。2017年1月8日のワイルドカードラウンドのピッツバーグ・スティーラーズ戦でキャリア初となるプレーオフ出場を果たした。
2017年4月17日に契約延長した 。2017年シーズンは13試合に先発した。12月29日に故障者リスト入りした。

### ニューヨーク・ジャイアンツ

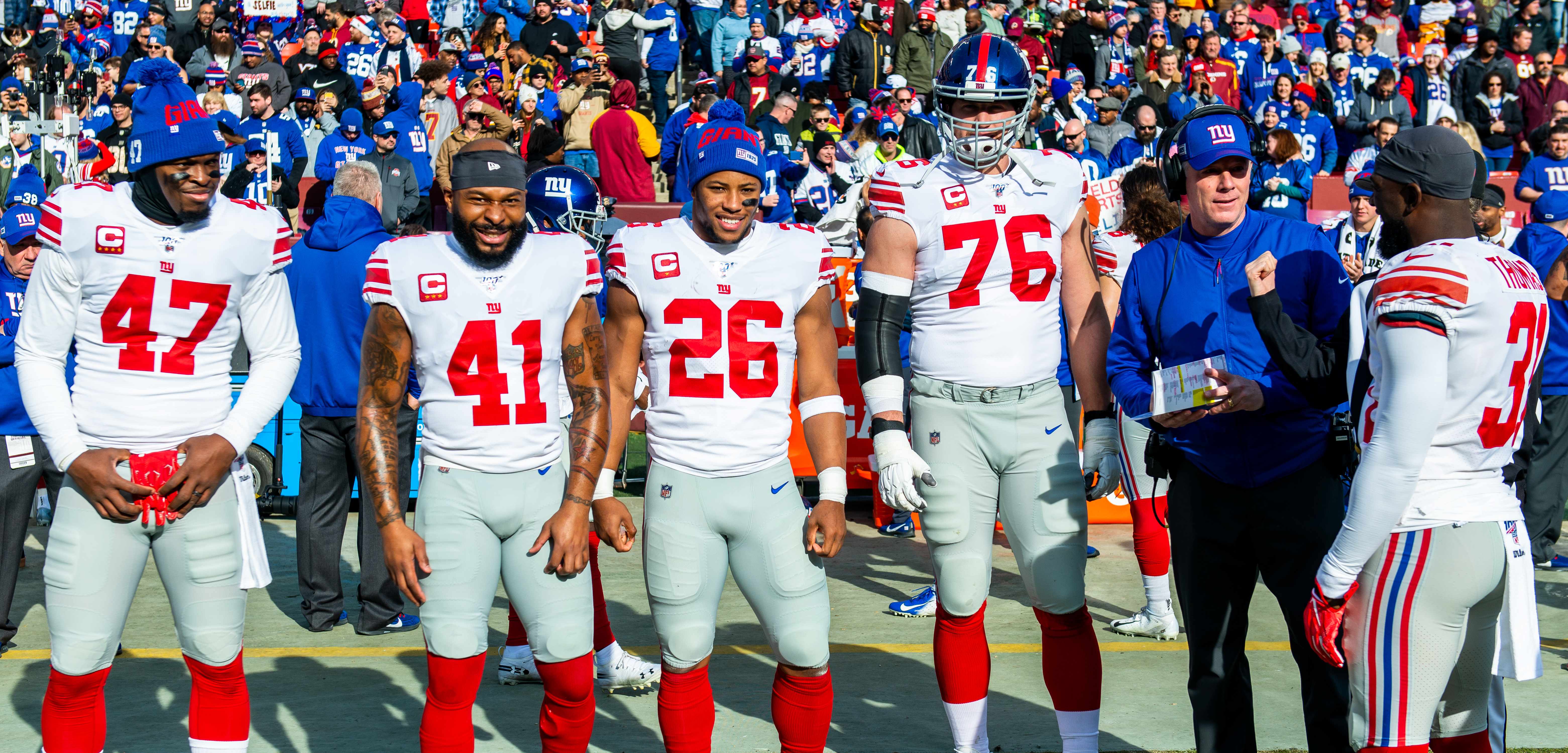
ジャイアンツ時代のトーマス

2018年3月26日、ニューヨーク・ジャイアンツと2年契約を結んだ。ジャイアンツでは主にスペシャルチームとして起用された。ジャイアンツでは59タックル、1サック、2インターセプト、スペシャルチームとして16タックル、さらにオンサイドキックのリカバーも記録した。 2018年シーズンにはプロボウルにも選出された。

### ヒューストン・テキサンズ
2020年4月28日、ヒューストン・テキサンズと1年契約を結んだ。しかし第10週で前十字靭帯損傷の怪我を負い、負傷者リスト入りし、ここでシーズンエンドとなった。

### シンシナティ・ベンガルズ
2021年10月5日にシンシナティ・ベンガルズと契約し、プラクティス・スクワッド入りした。同年11月15日にアクティブ・ロースター入りした。
2022年3月17日にベンガルズと再契約を結んだ。